# Дэлвуд, Декстер
Декстер Дэлвуд (Dexter Dalwood, 1960, Бристоль, Англия) — современный британский художник.

## Биография
Декстер Дэлвуд родился в 1960 в Бристоле. Он получил степень магистра в Королевском колледже искусств в Лондоне и степень бакалавра в St. Martins School of Art, Лондон. Первая персональная выставка состоялась в Clove Building в Лондоне в 1992.
В 1998 Дэлвуд выставил свою живопись на отмеченной критиками выставке нового британского искусства «Die Young, Stay Pretty» в Институте современного искусства в Лондоне. Куратором выставки выступил Martin Maloney. Работы Дэлвуда с вымышленными интерьерами реальных мест и домов знаменитостей были встречены критикой с энтузиазмом.
В следующем году, работы Дэлвуда, включая «The Queen’s Bedroom» и «Studio 54», были показаны в Галерее Саатчи в Лондоне. Эта нашумевшая выставка «Neurotic Realism: Part Two» призвана была показать новый характер британской арт-сцены, и привела к признанию Дэлвуда одним из многообещающих талантов.
Его работы были включены в Сиднейскую биеннале в 2002, выставку «Remix: Contemporary Art and Pop» в Тейт Ливерпуль, персональная выставка прошла в Галерее Гагосяна. Дэлвуд участвовал в триеннале галереи Тейт, выставке «Days Like These» в Tate Britain, Лондон.

## Творчество
В дальнейшем интерес Дэлвуда сместился на изображение интерьеров, связанных с критическими моментами современной истории, трагедиями из жизни знаменитостей. Как жанр, изображение современной истории, практически вымерший, но Дэлвуд вдохнул в него новую жизнь, используя наш интерес к жуткому и жизни знаменитостей. Он оживляет работы, добавляя элементы или стиль живописи известных художников двадцатого столетия.
«Бассейн Брайана Джонса» («Brian Jones Swimming Pool») нарисован так, будто художник стоит на дне осушенного бассейна, глядя вверх за край. Внутренняя часть бассейна напоминает абстрактную живопись Клиффорда Стила.
«White Bronco» (2001) отображает критический момент погони пресловутого О. Джей Симпсона. В зеркале заднего вида видна надпись HOLLYWOOD в обратном порядке — как на знаменитой картине Эда Руша. Сцена в боковом зеркале, вертолет на фоне оранжевого неба, напоминает сцену из фильма «Апокалипсис сегодня». В «Situationist Apartment May '68» (2001) каракули в стиле Твомбли украшают стену, поверх которой читается слово «Свобода». .